# Vila (Santa Fe)
Vila es una comuna del departamento Castellanos en la provincia de Santa Fe en Argentina. Ubicado en el centro-oeste de la provincia, el pueblo dista 128 km de la capital provincial, Santa Fe de la Vera Cruz.
La comuna fue creada el 21 de julio de 1891.

## Población
Cuenta con 1,679 habitantes (Indec, 2010), lo que representa un incremento de cuatro personas frente a los 1,675 habitantes (Indec, 2001) del censo anterior.
| Gráfica de evolución demográfica de Vila entre 1991 y 2010 |
|                                                            |
| Fuente: Censos nacionales del INDEC                        |

## Santo patrono
San Fidel, 24 de abril.
El Santo Patrono fue elegido en honor a la madre del fundador del pueblo, llamada Fidela.

## Escuelas
- Escuela provincial 385 Domingo Faustino Sarmiento
- Escuela de enseñanza media 252 General San Martín
- Escuela provincial 804 Campo Bertoni
- Jardín de infantes nucleado N.º 268 Merceditas de San Martín

## Localidades y parajes
- Vila
- Parajes
  - Campo Bertoni

## Parroquias de la Iglesia católica en Vila
| Diócesis  | Rafaela   |
| --------- | --------- |
| Parroquia | San Fidel |